# سیون میلز
سیون میلز (به انگلیسی: Sion Mills) یک روستا در بریتانیا است. سیون میلز ۲٬۰۵۰ نفر جمعیت دارد.